# Anzola dell’Emilia
Anzola dell’Emilia ist eine italienische Gemeinde mit 12.347 Einwohnern (Stand 31. Dezember 2023) in der Metropolitanstadt Bologna.

## Gemeindegebiet
Das Gemeindegebiet von Anzola dell’Emilia wird im Osten durch den Lauf des Flusses Lavino und im Westen durch den des Samoggias begegrenzt. Durch das Gemeindegebiet fließen auch der Martignone und die Ghironda. Die emilianische Gemeinde liegt fast auf der halben Strecke zwischen den Städten Bologna und Modena. Genauer gesagt grenzt sie im Osten mittelbar an die Gemeinde Bologna und ist ungefähr 15 km vom Stadtkern entfernt. Anzola ist ein bedeutendes Industrie- und Landwirtschaftszentrum entlang der Staatsstraße 9, einer wichtigen lokalen Verkehrsader. Dort sind verschiedene mechanische Gewerbe anzutreffen, besonders im Ortsteil Lavino di Mezzo.

## Geschichte
Dank der üppigen geographischen Lage war das Gebiet schon in der Neusteinzeit und dann von der Gemeinschaft der Terramare-Kultur, deren zahlreiche archäologische Funde neulich freigelegt wurden. Andere Ausgrabungen brachten villaniovianische und etruskische Funde ans Licht.
Die römische Siedlung sowie deren bezeugte Funde wird bei einigen Schriftstellern erwähnt, wie etwa Polybios und Pomponius Mela, obwohl die ersten Urkunden auf das Jahr 888 zurückführen und verweisen sich auf den Benediktinerkloster (seit 1250 Zisterzienserkloster Santa Maria in Strada) nebst der gegenwärtigen Pfarrkirche, die heute als Casale Marzano bekannt ist.
In den ersten Jahrhunderten vom 2. Jahrtausend annektierte die Gemeinde Bologna wider den Willen der Kirche die Gemeinde Anzola, als 1157 Rinaldino von Unciola (der alte Name für Anzola, die sich von oncia (Unze) ableitet), der mit Cattaneo von Monteveglio verbündet war, das Bistum betrog und sie ihr anbot. Er wurde aber entlarvt und anschließend hingerichtet. Der römisch-deutsche Kaiser Friedrich II. machte 1220 die Angelegenheit wieder gut, aber 1231 ergriff Bologna die Burg und verdross den Papst Gregorius IX. erheblich.
Anzola nahm auch am Kampf an der Seite der Lega Lombarda zusammen mit Bologna teil, die auf Befehl des Grafs Michele degli Orsi die kaiserlichen Streitkräfte in der Schlacht von Fossalta bei Modena 1249 besiegte. Der Fürst Heinz, König von Sardinien und Sohn von Kaiser Friedrich II. wurde von drei Bolognesern gefangen genommen, darunter auch Michele degli Orsi und Heinz verbrachte einige Tage in der Burg von Anzola, bevor er nach Bologna gebracht wurde.
Zwischen 1274 und 1278 kam es zu einer Erhebung, weil die Einwohner von Anzola sich weigerten, Steuern zu zahlen. Diese Auseinandersetzung wurde 1289 mit einer Absprache zwischen dem Bischof und den Einwohnern von Anzola gelöst.
Im 15. Jahrhundert erlebte Anzola zunächst Ausschreitungen zwischen Guelfen und Ghibelliner und dann Kriege gegen die Viscontis. 1600 wurde die Burg von Anzola, die diese zahlreichen Konflikte überstanden hatte, endgültig zerstört und die Pfarrkirche wurde einige Jahre später wieder aufgebaut. 1643 erlitt Anzola auch die Qual der Plage, die Odoardo I Farnese, der Herzog von Parma, der sich dem Papst Urbanus VII. widerlegte.
Mit der Übernahme Napoleons zu Beginn des 19. Jahrhunderts wurde die Gemeinde Anzola aufgerichtet und der erste Sitz fand am 23. April 1804 statt. Außerdem wurden auch das Standesamt, das öffentliche Schulwesen, die Nationalwache und die Wehrpflicht eingeführt. Erwähnenswert sind die Erhebung gegen die Mahlsteuer im Jahre 1869, die Demonstration gegen die Wohnungsverweisungen 1906 und die Erfahrungen der ersten Genossenschaften.

## Baudenkmäler und Kirchen

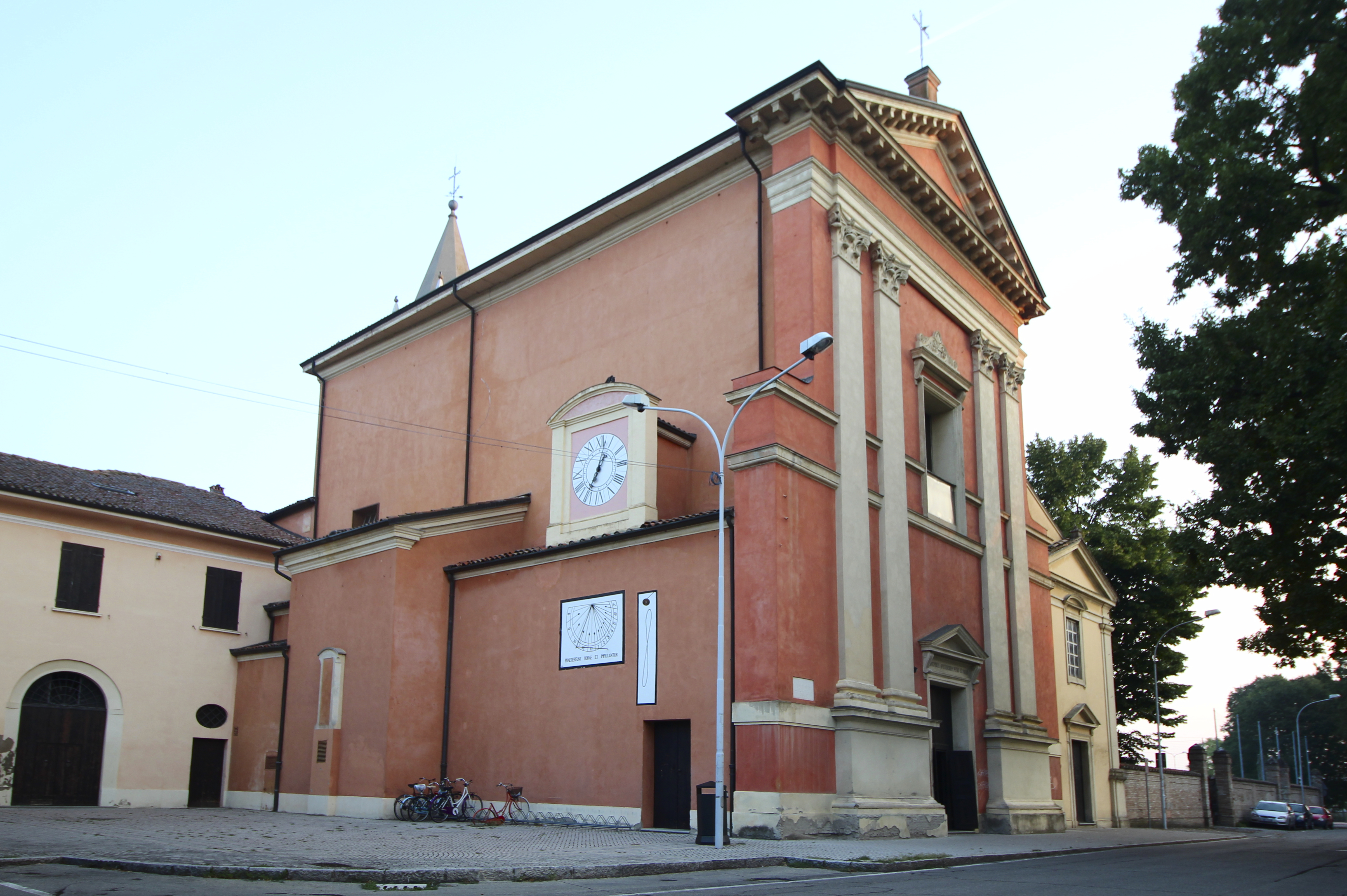
Die Kirche Santi Pietro e Paolo

- Die Torre di Re Enzo (Turm von König Heinz), die so genannt wurde, weil hier 1219 Heinz von Sardinien als Gefangener der Bologneser eingesperrt wurde.
- Die (Pfarrkirche), dem Turm von König Heinz gegenüberstehend, wurde den Heiligen Petrus und Paulus gewidmet und ihre Wurzeln gehen auf die erste Siedlung im 9. Jahrhundert zurück, obwohl die Kirche als solche erst 1300 erwähnt wurde.
- Drei Kilometer weiter entfernt vom Dorfkern liegt die Tomba del Vescovo, ein Palast aus dem 14. Jahrhundert, der als Sommerresidenz der Bischöfe diente.

## Töchter und Söhne der Gemeinde
- Giordano Turrini (* 1942), Bahnradsportler